# اچ‌ام‌اس پلیموث (۱۷۰۸)
اچ‌ام‌اس پلیموث (۱۷۰۸) (به انگلیسی: HMS Plymouth (1708)) یک کشتی بود که طول آن ۱۴۴ فوت (۴۳٫۹ متر) بود.